# Montepulciano d'Abruzzo Colline Teramane
Le Montepulciano d'Abruzzo Colline Teramane est un vin italien produit dans la région des Abruzzes et doté d'une appellation DOCG depuis le 20 février 2003. Seuls ont droit à la DOCG les vins rouges récoltés à l'intérieur de l'aire de production définie par le décret.
Vieillissement minimum légal: 2 ans, dont au moins 12 mois en fût de chêne ou châtaignier ainsi que 6 mois en bouteille.
Le vin rouge du type rouge répond à un cahier des charges moins exigeant que le Montepulciano d'Abruzzo Colline Teramane riserva, essentiellement en relation avec le vieillissement et le titre alcoolique. 

## Aire de production
Les vignobles autorisés se situent en province de Teramo dans les communes Ancarano, Atri, Basciano, Bellante, Campli, Canzano, Castellalto, Castiglione Messer Raimondo, Castilenti, Cellino Attanasio, Cermignano, Civitella del Tronto, Colonnella, Controguerra, Corropoli, Giulianova, Martinsicuro, Montorio al Vomano, Morro d'Oro, Mosciano Sant'Angelo, Nereto, Notaresco, Penna Sant'Andrea, Pineto, Roseto degli Abruzzi, Sant'Egidio alla Vibrata, Sant'Omero, Silvi, Teramo, Torano Nuovo, Tortoreto. 
Les Colline Teramane sont une sous - zone du Montepulciano d'Abruzzo.

## Caractéristiques organoleptiques
- couleur : rouge rubis intensif  avec des reflets violet tendant vers un rouge grenat après vieillissement.
- odeur : parfum caractéristique, épicé, intense
- saveur : sèche, plein, robuste, harmonique, velouté

Le Montepulciano d'Abruzzo Colline Teramane se déguste à une temperature comprise entre 16 et 18 °C et se gardera  5 - 15 ans.

## Association de plats conseillée
Gibier, bœuf braisé, agneau cuit au four à bois, fromages affinés.

## Production
Province, saison, volume en hectolitres :
- pas de données disponibles